# Lomemus
Lomemus is een geslacht van kevers uit de familie  
kniptorren (Elateridae).
Het geslacht is voor het eerst wetenschappelijk beschreven in 1877 door Sharp.

## Soorten
Het geslacht omvat de volgende soorten:
- Lomemus collaris Sharp, 1877
- Lomemus elegans Sharp, 1877
- Lomemus flavipes Sharp, 1877
- Lomemus frontalis Broun, 1893
- Lomemus fulvipennis Broun, 1893
- Lomemus fuscicornis Broun, 1893
- Lomemus fuscipes Broun, 1893
- Lomemus maurus Broun, 1893
- Lomemus obscuripes Sharp, 1877
- Lomemus pictus Sharp, 1877
- Lomemus pilicornis Sharp, 1877
- Lomemus puncticollis Broun, 1895
- Lomemus rectus (Broun, 1883)
- Lomemus sculpturatus Broun, 1893
- Lomemus similis Sharp, 1877
- Lomemus suffusus Sharp, 1877
- Lomemus vittatus (Broun, 1883)
- Lomemus vittipennis Broun, 1910